# Шундозеро
Шу́ндозеро — крупное озеро в Усть-Ваеньгском сельском поселении Виноградовского района Архангельской области (бассейн реки Северная Двина). Относится к Двинско-Печорскому бассейновому округу. Площадь поверхности — 2 км², площадь водосборного бассейна — 26,2 км². Островов на озере нет. Высота над уровнем моря — 72,1 м.

## Реки и озёра
Крупных притоков озеро не имеет. Из Шундозера вытекает река Шундовка (приток реки Калисара (Карасара, Колесера), впадающей в Большую Шеньгу.

## История
Ранее озеро было в составе Подвинской четверти Шенкурского уезда. На берегу озера, в 30—40 годах XX века находился спецпосёлок для репрессированных — Шундозеро (лесопункт).